# AG-043
AG-043 (АГ-043) là loại súng trường tấn công hoàn toàn tự động được sử dụng bởi quân đội Liên Xô sử dụng loại đạn 5,45x39 M74 được phát triển năm 1975. Vũ khí này là một phiên bản của khẩu AO-31 mà Simonov đã phát triển trên nền tảng AK-47. Phần báng súng có thể đẩy vào để tiết kiệm không gian.